# Anna Ottendorfer
 (décembre 2022).
Si vous disposez d'ouvrages ou d'articles de référence ou si vous connaissez des sites web de qualité traitant du thème abordé ici, merci de compléter l'article en donnant les références utiles à sa vérifiabilité et en les liant à la section « Notes et références ».
 (janvier 2024).
Anna Ottendorfer, née Anna Sartorius le 13 février 1815 à Wurtzbourg en Bavière et décédée le 1er avril 1884 à New York, est une journaliste et philanthrope germano-américaine. Elle joue un rôle crucial dans le développement du New Yorker Staats-Zeitung (en), un journal en langue allemande, transformant cette publication en un quotidien influent. Elle est également reconnue pour son engagement philanthropique, notamment en faveur de l'amélioration des conditions de vie des femmes et des enfants, ainsi que pour la promotion de la culture germano-américaine.

## Jeunesse
Anna est née dans la famille d'Eduard Sartorius, un petit commerçant, et est parfois mentionnée sous le nom de Behr, une variabilité possiblement due à des malentendus courants dans la transcription des noms étrangers. Après une éducation limitée en Bavière, elle émigre aux États-Unis en 1836.
Elle passe sa première année en Amérique avec son frère dans le comté de Niagara, New York. En 1837, elle épouse Jacob Uhl, un imprimeur, à New York. Cette union marque le début de son parcours significatif dans le journalisme et la philanthropie, la menant à devenir une figure influente dans la communauté germano-américaine,.

## Journalisme
L'entrée d'Anna dans le monde du journalisme se concrétise en 1845, lorsque, avec Jacob Uhl, ils acquièrent le New Yorker Staats-Zeitung, un journal en langue allemande dirigé par Gustavus Adolphus Neumann, publié à l'époque trois fois par semaine. Anna s'implique activement dans l'expansion de ce journal, contribuant à la rédaction, à la gestion des affaires et aux travaux d'impression. Grâce à leurs efforts conjoints, Anna et Jacob Uhl transforment le journal d'une publication hebdomadaire modeste en un quotidien influent, diffusé dans diverses villes américaines avec de grandes communautés allemandes.
À la suite du décès de Jacob Uhl en 1852, elle prend la direction du journal tout en élevant leurs six enfants, Edward Uhl, Mathilde Uhl von Riedl, Emma Uhl Schalk, et Anna Uhl Woerishoffer, ainsi que deux autres enfants dont les noms ne sont pas spécifiés.
En 1858, Oswald Ottendorfer rejoint le journal en tant qu'éditeur, et en 1859, Anna et Oswald se marient, consolidant ainsi davantage la position du journal. Sous leur direction, le New Yorker Staats-Zeitung rivalise avec des journaux anglophones majeurs tels que le New York Tribune et The New York Times.
Elle continue de jouer un rôle clé dans la gestion du journal jusqu'à presque la fin de sa vie. En 1879, elle initie la transformation de l'entreprise en société par actions, proposant que les employés bénéficient d'un dividende de 10 % sur leur salaire annuel, une mesure augmentée ensuite à 15 %. Cette initiative reflète son dévouement tant au succès du journal qu'au bien-être de ses employés.

## Philanthrope
Anna Ottendorfer s'engage dans des activités philanthropiques, se concentrant particulièrement sur l’amélioration des conditions de vie des femmes et des enfants, ainsi que sur la promotion de la culture germano-américaine,. En 1875, elle fonde la Maison Isabella pour les femmes âgées à Astoria, Long Island, un établissement nommé en mémoire de sa fille décédée et nécessitant un investissement de 100 000 dollars pour sa construction et sa dotation. Elle contribue également à hauteur de 40 000 dollars à un fonds éducatif et joué un rôle clé dans la construction du pavillon des femmes de l'Hôpital allemand de New York, pour un coût de 75 000 dollars.
En reconnaissance de son aide considérable aux victimes des inondations en Allemagne en 1882 et 1883, elle reçoit en 1883 une médaille d'or de l'impératrice Augusta d'Allemagne. Son testament alloue des fonds supplémentaires pour soutenir ses fondations caritatives et lègue 25 000 dollars aux employés du New Yorker Staats-Zeitung, démontrant son souci pour ceux qui travaillaient à ses côtés.

## Mort
Anna Ottendorfer s'éteint le 1er avril 1884 dans sa résidence de New York. Elle laisse derrière elle un héritage estimé à 3 millions de dollars et repose au cimetière de Green-Wood. Sa fille Emma Schalk et son fils Edward Uhl, devenu directeur commercial du Staats-Zeitung, perpétuent son héritage. Mathilde von Riedl et Anna Woerishoffer, ses autres enfants, ainsi que son mari Oswald Ottendorfer lui survivent également. Ses funérailles, d'une ampleur remarquable, témoignent de son influence notable sur la ville de New York.
La petite-fille d'Anna, Carola Woerishoffer, s'illustre en tant que militante du travail et importante donatrice pour le Bryn Mawr College, tandis que son arrière-petit-fils, Antoine Seilern, se fait connaître en tant que collectionneur d'art éminent. Le legs d'Anna Ottendorfer continue ainsi d'influencer les générations futures et de marquer son engagement durable envers sa communauté et son œuvre dans le journalisme,.